# Łęki (Oświęcim)
Pour les articles homonymes, voir Łęki.
Łęki est une localité polonaise de la gmina de Kęty, située dans le powiat d'Oświęcim en voïvodie de Petite-Pologne.